# Carl Rabl
Carl Rabl, född 2 maj 1853 i Wels, död 24 december 1917 i Leipzig, var en österrikisk anatom.
Rabl blev professor i anatomi 1886 vid Karlsuniversitetet i Prag och 1904 vid Leipzigs universitet. Han bedrev forskning i synnerhet om ryggradsdjurens morfologi. Sålunda väckte de 1889-96 publicerade undersökningarna över mesodermets bildning och differentiering berättigat uppseende. Dessutom riktade han genom värdefulla arbeten kännedomen om djurcellen, bland annat dess delning, äggcellens beskaffenhet och gastrulationen. Vidare kan framhållas hans klassiska undersökningar av ögonlinsen och hans verksamhet på den jämförande anatomins område, behandlande kraniet och extremiteterna.